# Baseball und Softball bei den Olympischen Spielen
Baseball gehörte von 1992 bis 2008 als Wettbewerb für Männer zu den olympischen Sportarten, hatte aber schon vorher mehrfach olympische Auftritte als Demonstrationssportart. Am 4. August 2016 beschloss das IOC auf Antrag des japanischen NOC, Baseball einmalig wieder ins olympische Programm für die Olympischen Sommerspiele 2020 in Tokio zu nehmen.
Softball wurde von den Olympischen Spielen 1996 bis 2008 als Wettbewerb für Frauen ausgetragen. Seit 2020 ist es wieder im olympischen Programm. 

## Übersicht der Wettbewerbe
| Wettbewerb             | 96 | 00 | 04 | 06 | 08 | 12 | 20 | 24 | 28 | 32 | 36 | 48 | 52 | 56 | 60 | 64 | 68 | 72 | 76 | 80 | 84 | 88 | 92 | 96 | 00 | 04 | 08 | 12 | 16 | 20 | 24 | 28 | 32 | Gesamt |
| ---------------------- | -- | -- | -- | -- | -- | -- | -- | -- | -- | -- | -- | -- | -- | -- | -- | -- | -- | -- | -- | -- | -- | -- | -- | -- | -- | -- | -- | -- | -- | -- | -- | -- | -- | ------ |
| Baseball – Männer      |    |    |    |    |    | D  |    |    |    |    | D  |    | D  | D  |    | D  |    |    |    |    | D  | D  | •  | •  | •  | •  | •  |    |    | •  |    |    |    | 6      |
|                        |    |    |    |    |    |    |    |    |    |    |    |    |    |    |    |    |    |    |    |    |    |    |    | 96 | 00 | 04 | 08 |    |    | 20 |    | 28 | 32 |        |
| Softball – Frauen      |    |    |    |    |    |    |    |    |    |    |    |    |    |    |    |    |    |    |    |    |    |    |    | •  | •  | •  | •  |    |    | •  |    |    |    | 5      |
| Anzahl der Wettbewerbe |    |    |    |    |    |    |    |    |    |    |    |    |    |    |    |    |    |    |    |    |    |    | 1  | 2  | 2  | 2  | 2  |    |    | 2  |    |    |    | 11     |

## Geschichte

### Baseball
Ein erstes inoffizielles Baseballturnier fand bereits bei den Olympischen Spielen 1904 in St. Louis statt. 1912 fand mit einem Spiel der USA gegen Gastgeber Schweden erstmals ein offizieller Demonstrationswettbewerb statt. 1936 spielten zwei amerikanische Teams gegeneinander. In Helsinki 1952 gab es einen Demonstrationswettbewerb in Pesäpallo, einer dem Baseball verwandten finnischen Sportart. Im Baseball gab es erst wieder 1956 und 1964 Demonstrationswettbewerbe, als mit Australien und Japan zwei Nationen Gastgeber waren, in denen es eine ausgeprägte Baseballtradition gibt. Mit über 100.000 Zuschauern war das Spiel im Melbourne Cricket Ground das Baseballspiel mit den meisten Zuschauern jemals.
Seit 1984 gehört Baseball kontinuierlich zu den Sommerspielen, zunächst zweimal als Demonstrationswettbewerb. Am 13. Oktober 1986 hat das IOC Baseball als 25. Sportart in das Programm der Olympischen Spiele mit aufgenommen und wurde ab 1992 als olympische Sportart ausgetragen. Allerdings blieb das Zuschauerinteresse relativ gering, zum einen weil Baseball insbesondere in vielen europäischen Ländern nur als Randsportart verbreitet ist, zum anderen weil die Nationen nicht mit ihren besten Mannschaften antraten. Bis 1996 konnten nur Spieler mit Amateurstatus antreten; aber auch danach fehlten in den Nationalmannschaften viele der besten Spieler, weil die Olympischen Spiele mitten in die Saison der Major League Baseball und anderer Profiligen fallen.
Auf der 117. IOC-Sitzung in Singapur wurde 2005 beschlossen, Baseball bei den Olympischen Spielen 2012 aus dem olympischen Programm zu nehmen. Ein Antrag in der Programmkommission bei der 118. IOC-Sitzung in Turin, Baseball doch wieder für 2012 aufzunehmen, scheiterte 2006 knapp mit 46 zu 42 Stimmen.
Auch für die Olympischen Spiele 2016 stand Baseball zusammen mit Softball zur Wahl, unterlag jedoch gegen Golf und Rugby. Im Vorfeld der Entscheidung für die olympischen Sportarten 2020 fusionierten die bisher getrennten Weltverbände für Baseball und Softball Ende 2012 zur World Baseball Softball Confederation (WBSC). Das half den beiden Sportarten: am 8. September 2013 entschied die IOC-Vollversammlung zwar gegen Baseball/Softball und nahm die vom Exekutivkomitee bereits gestrichene Sportart Ringen wieder in das olympische Programm für 2020 und 2024 auf; jedoch wurde Baseball am 3. August 2016 als eine von fünf vom ausrichtenden japanischen NOC gewünschten Sportarten einmalig in das Programm für 2020 aufgenommen. Während Baseball und Softball bei den Spielen von Paris 2024 nicht dabei sind, wird erwartet, dass sie 2028 in Los Angeles wieder dazugehören werden. Für Brisbane 2032 ist der Status (Stand 2024) noch unklar, jedoch gibt es entsprechende Bemühungen seitens der Australischen Baseball- und Softballverbände sowie des Weltverbandes.

### Softball
Softball wurde erstmals für die Olympischen Spiele 1996 in das olympische Programm aufgenommen. In der Folgezeit dominierte die Mannschaft der Vereinigten Staaten das Turnier und konnte insgesamt dreimal Gold gewinnen, bevor sie bei den Olympischen Spielen 2008 in Peking überraschend von Japan geschlagen werden konnte. Am 11. Juli 2005 beschloss das IOC allerdings auf der 117. IOC-Sitzung in Singapur, Softball bei den Olympischen Spielen 2012 aus dem olympischen Programm zu nehmen. Ein Antrag in der Programmkommission bei der 118. IOC-Sitzung in Turin, Softball doch wieder für 2012 aufzunehmen, scheiterte 2006 knapp mit 42 zu 43 Stimmen. Auch für die Olympischen Spiele 2016 stand Softball zusammen mit Baseball zur Wahl, unterlag jedoch gegen Golf und Rugby.
Im Vorfeld der Entscheidung für die olympischen Sportarten 2020 fusionierten die bisher getrennten Weltverbände für Baseball und Softball Ende 2012 zur World Baseball Softball Confederation (WBSC).

## Olympisches Turnier Baseball

### Qualifikation
Neben der Gastgebernation, die automatisch für das olympische Turnier qualifiziert ist, werden die übrigen sieben Mannschaften durch die Qualifikation ermittelt. Für 2008 werden zwei amerikanische und je ein asiatischer und europäischer Teilnehmer bei den Kontinentalmeisterschaften ermittelt. Danach spielen die besten Mannschaften aus Afrika und Ozeanien gegen die zweit- und drittplatzierten Teams aus Asien und Europa und die Dritten und Vierten aus Amerika in einem Qualifikationsturnier die verbleibenden drei Teilnehmer aus.
Für Europa haben bisher Italien viermal, die Niederlande dreimal und Spanien einmal teilgenommen. Für die Sommerspiele 2008 war die Niederlande als Europameister qualifiziert. Deutschland (als Ersatz für die wegen Geldmangels nicht teilnehmende Mannschaft Großbritanniens) und Spanien nahmen am Qualifikationsturnier im März 2008 in Taiwan teil. Über das Turnier erreichten Kanada, Taiwan und Korea die Qualifikation und nahmen somit neben China, den USA, Kuba, den Niederlanden und Japan am olympischen Turnier in Peking teil.

### Turniermodus
Bei den Olympischen Spielen treten zunächst alle acht Mannschaften in einer Round-Robin-Runde gegeneinander an. Die vier Bestplatzierten erreichen das Halbfinale, wo dann der Erste gegen den Vierten und der Zweite gegen den Dritten antreten. Die Sieger erreichen das Finale, die Verlierer kämpfen im Spiel um den dritten Platz um die Bronzemedaille.

### Regeln
- Der Kader jeder Mannschaft besteht aus 24 Spielern.
- Spiele werden vorzeitig beendet, wenn eine Mannschaft nach sieben Innings mit mehr als 10 Runs führt.
- Aluminiumschläger wurden nach 1996 verboten.
- Für 2008 wurde gegen den Widerstand einzelner nationaler Verbände kurzfristig eine neue Tiebreak-Regel für die Verlängerung eingeführt: Ab dem 11. Inning beginnt jede Mannschaft in der Offensive mit zwei Runnern auf der ersten und zweiten Base. Zudem darf die Mannschaft zu Beginn des 11. Innings frei wählen, wer aus dem Lineup zum Schlag kommt, die beiden vorherigen Batter aus dem Lineup besetzen dann als Runner die ersten beiden Bases. In bei fortgesetztem Gleichstand möglichen weiteren Innings wird die Reihenfolge der Batter aus dem Lineup dann wieder eingehalten.

## Olympisches Turnier Softball
Insgesamt acht Mannschaften treten im olympischen Softballturnier gegeneinander an. Die gastgebende Nation ist dabei gesetzt, die übrigen sieben Mannschaften können sich bei der Softball-Weltmeisterschaft sowie weiteren kontinentalen Ausscheidungen für das Turnier qualifizieren. Neben allen bisherigen Medaillengewinnern konnte sich auch Kanada für jedes olympische Endturnier qualifizieren. Aus Europa schafften die Niederlande und Italien jeweils zweimal die Qualifikation, Griechenland war 2004 als Gastgeber gesetzt.
Das olympische Softballturnier wird in der Gruppenphase im Round-Robin-System ausgespielt; die vier bestplatzierten Mannschaften spielen im Page-Playoff-System anschließend die Medaillen unter sich aus.

### Teilnehmende Nationen und Platzierungen
| Nation              | 1996 | 2000 | 2004 | 2008 | 2020 | Teilnahmen |
| ------------------- | ---- | ---- | ---- | ---- | ---- | ---------- |
| Australien          | 3    | 3    | 2    | 3    | 5    | 5          |
| Kanada              | 5    | 8    | 5    | 4    | 3    | 5          |
| Volksrepublik China | 2    | 4    | 4    | 5    | -    | 4          |
| Chinesisch Taipeh   | 6    | -    | 6    | 6    | -    | 3          |
| Kuba                | -    | 7    | -    | -    | -    | 1          |
| Griechenland        | -    | -    | 7    | -    | -    | 1          |
| Japan               | 4    | 2    | 3    | 1    | 1    | 5          |
| Italien             | -    | 5    | 8    | -    | 6    | 3          |
| Mexiko              | -    | -    | -    | -    | 4    | 1          |
| Niederlande         | 7    | -    | -    | 8    | -    | 2          |
| Neuseeland          | -    | 6    | -    | -    | -    | 1          |
| Puerto Rico         | 8    | -    | -    | -    | -    | 1          |
| Vereinigte Staaten  | 1    | 1    | 1    | 2    | 2    | 5          |
| Venezuela           | -    | -    | -    | 7    | -    | 1          |
| Teilnehmde Nationen | 8    | 8    | 8    | 8    | 6    |            |

## Ewiger Medaillenspiegel
Stand: 2020
| Rang | Land                    | Goldmedaille | Silbermedaille | Bronzemedaille | Gesamt |
| ---- | ----------------------- | ------------ | -------------- | -------------- | ------ |
| 1    | USA                     | 4            | 3              | 2              | 9      |
| 2    | Japan                   | 3            | 2              | 3              | 8      |
| 3    | Kuba                    | 3            | 2              |                | 5      |
| 4    | Südkorea                | 1            |                | 1              | 2      |
| 5    | Australien              |              | 2              | 3              | 5      |
|      | Chinesisch Taipeh       |              | 1              |                | 1      |
|      | China                   |              | 1              |                | 1      |
| 8    | Dominikanische Republik |              |                | 1              | 1      |
|      | Kanada                  |              |                | 1              | 1      |